# Lia (Vorname)
Lia ist ein weiblicher Vorname.

## Herkunft und Bedeutung
Für den Namen Lia existieren verschiedene Herleitungen:
- italienische, portugiesische, georgische und griechische Variante von Lea[1]
- Diminutiv verschiedener Namen mit der Endung -lia[2][3]

## Verbreitung
In Deutschland gehört der Name Lia zu den aufstrebenden Namen dieser Zeit. Während der Name Ende des 20. Jahrhunderts noch ausgesprochen selten vergeben wurde, belegte er im Jahr 2021 bereits Rang 13 der beliebtesten Mädchennamen Deutschlands.

## Namensträgerinnen

### Vorname
- Lia Amanda (eigentlich Lia Molfesi; * 1932), italienische Schauspielerin
- Lia Angeleri (1922–1969), italienische Schauspielerin
- Lia Avé (1924–2008), deutsche Journalistin
- Lia Boysen (* 1966), schwedische Schauspielerin
- Lia Corelli (1922–1987), italienische Schauspielerin
- Lia Di Leo (1924–2006), italienische Schauspielerin
- Lia Eibenschütz (1899–1985), deutsche Schauspielerin
- Lia Frank, geb. Gerstein (1921–2012), litauisch-deutsche Schriftstellerin
- Lia Hanus, deutsche Sopranistin
- Lia Koenig (* 1929), israelische Schauspielerin
- Lia Kohl (* 1989), US-amerikanische Musikerin und Klangkünstlerin
- Lia van Leer (1924–2015), rumänisch-israelische Filmarchivarin und Festivalgründerin
- Lia Leismüller (1931–2001), deutsche Skirennläuferin
- Lia Manoliu (1932–1998), rumänische Diskuswerferin
- Lia-Tabea Mertens (* 1994), deutsche Volleyballspielerin
- Lia Nirgad, Autorin, Redakteurin und Übersetzerin
- Lia Pahl (* 1924), deutsche Schauspielerin
- Lia Perez (* 1982), deutsche Schauspielerin
- Lia Pirskawetz (* 1938), deutsche Schriftstellerin
- Lia Quartapelle (* 1982), italienische Politikerin
- Lia Roberts (* 1949), rumänische Politikerin
- Lia Sargent (* 1957), US-amerikanische Schauspielerin und Synchronsprecherin
- Lia Tilon (* 1965), niederländische Schriftstellerin
- Lia Timmermans (1920–2002), flämische Schriftstellerin und Dichterin
- Lia Vissi (* 1955), zyprische Sängerin und Politikerin
- Lia Wälti (* 1993), Schweizer Fußballspielerin
- Lia Weller (* 1976), österreichisch-brasilianische Popsängerin
- Lia Wöhr (1911–1994), deutsche Schauspielerin

### Zwischenname
- Francesca Lia Block (* 1962), US-amerikanische Autorin
- Sandra-Lia Infanger (* 1980), Schweizer Politikerin und Bloggerin

### Künstlername
- Lia 74 (* 1987), deutsche Rapperin
- Lia Amanda (* 1932), italienische Schauspielerin
- Lia Corelli (eigentlich Lelia Parodi; 1922–1987), italienische Schauspielerin
- Lia Pale, eigentlich Julia Pallanch (* 1985), österreichische Musikerin
- Lia (Sängerin), (* 1981), japanische Singer-Songwriterin

### Lya
- Lya Borré (1889–1920), deutsche Theater- und Stummfilmschauspielerin
- Lya Ley (1899–1992), österreichisch-deutsche Theater- und Stummfilmschauspielerin
- Lya Luft (1938–2021), brasilianische Schriftstellerin und Übersetzerin deutscher Abstammung
- Lya Lys (1908–1986), US-amerikanische Schauspielerin
- Lya Mara (1893–1969), deutsche Stummfilmschauspielerin lettisch-polnischer Herkunft
- Lya de Putti (1897–1931), ungarische Tänzerin und Schauspielerin